# 노화체학
노화체학(Geromics)은 생물학적 및 사회학적 노화 현상을 체학(Omics) 기법을 활용하여 체계적으로 기작발굴, 진단, 치료를 하는 것을 목표로 하는 분야이다. 게놈학 혹은 유전체학을 기반으로 한 것으로, 노화관련 모든 유전자를 총 망라하고, 다양한 장수하는 동물과 단명하는 동물들을 비교유전체학적으로 분석하고, 각각의 집단내에서도 환경과 유전의 상관성에서 노화를 연관분석하는 것으로 주로 나뉜다. 노화는 진화상의 생명현상이기도 하고, 개체의 생명현상으로 이 두가지 진화와 발생의 문제를 통합적으로 분석할때만 궁극적인 생물학적 노화가 이해되고 치료될수 있다. 노화체학의 또 한가지 경향은 노화를 단순한 자연현상으로 이해하는데에서 그치지 않고, 그것을 일종의 가장 큰 질병의 형태로 인식을 하기에, 생명진화에서 극복의 대상으로도 보기도 한다는 점이다.

## 말단체와 노화의 상관성
말단체(Telomere)는 염색체 끝부분에 있는 DNA 서열로, 특수한 3차원 구조를 가진다. 말단체는 현재까지 알려진 분자생물학적으로 가장 간단하게 노화와 상관성을 가지는 분자이다. 개인간의 편차, 인족간의 편차가 있으나, 출생이후, 지속적으로 대체로 일관성 있게 짧아지는 특성이 있어, 노화연구의 주요한 지표로 이용된다. Telo는 그리스어의 Telos(말단)에서 왔고, mere는 Meros (부분) 이란 뜻이다.